# Eva Jay Kubatova
Eva Jay Kubatova (1983, República Checa) es una modelo checa.

## Carrera
Kubatova debutó para las pasarelas internacionales en el 2001, para la temporada Primavera/Verano 2002, desfilando para Christian Dior, Valentino, Erreuno y John Galliano.
Kubatova desfiló para Christian Dior, Jean-Paul Gaultier, Fendi, John Galliano, Comme des Garçons, Badgley Mischka, Lanvin, Moschino, Viktor & Rolf, Maison Margiela, etc. También apareció en Vogue US, Harper's Bazaar, Vogue Italia. Fue una de las favoritas de John Galliano, abriendo los desfiles de Otoño/Invierno 2003 HC  y Primavera/Verano 2004 RTW  de Christian Dior.